# 門田朴斎
門田 朴斎（門田 樸斎、もんでん ぼくさい、寛政9年2月18日（1797年3月16日） - 明治6年（1873年）1月11日）は、幕末の儒学者、漢詩人。名は重隣。字は尭佐。通称は小三郎、正三郎。朴斎（樸斎）は号。

## 略伝
備後国安那郡百谷村（現広島県福山市加茂町百谷）で山手八右衛門重武の第3子として生まれる。のち父を亡くしたため、母方の実家である安那郡法成寺村（現駅家町法成寺）の庄屋・門田儀右衛門政周の養子となり門田姓を称した。
文化5年（1808年）菅茶山の廉塾に入門する。 ここで茶山や都講の頼山陽や北条霞亭に学ぶ。幼いながら才知聡明であった。茶山は後継者として霞亭を迎えていたが備後福山藩儒官（藩儒）として登用されたため、その代わりの後継者として文政3年（1820年）朴斎が茶山の養子となり廉塾の都講を務めた。文政10年（1827年）朴斎と茶山は感情の行き違いから、朴斎は離縁され門田に復した（門田政周が死去したため、家を継ぐため門田に復したとも）。同年茶山死去、翌文政11年（1828年）東作と名乗り上京、山陽の家塾に入門する。
文政12年（1829年）福山藩6代藩主・阿部正寧に儒官として採用される。同年江戸に出て福山藩阿部家丸山屋敷で侍講を務め、正寧・正弘・正教・正方・正桓と5代の藩主に学を講じた。黒船来航に対し攘夷論を説いたため、藤田東湖や梁川星巌などさまざまな尊王攘夷派が来訪したという。攘夷論に基づく時務策を建白するも、福山藩7代藩主であり老中首座の阿部正弘に嘉永6年（1853年）罷免され嘉永7年（1854年）帰郷の命を受ける。
帰郷した福山では蟄居していたが、月性や久坂玄瑞などさまざまな尊王攘夷派が来訪していたという。文久元年（1861年）（あるいは文久3年（1863年））、福山藩9代藩主・阿部正方に再び登用され、侍講として正方の補佐を務めた。また文久3年（1863年）福山藩校・誠之館の教授を務めた
明治元年（1868年）致仕（辞職）し、隠居した。明治6年（1873年）死去。享年77。墓は駅家町西法成寺にあり墓誌は小野湖山による。著書に『朴斎詩鈔』、『葦北詩鈔』など。

## 親族
朴斎には6人息子がいた。
- 長男 : 直太郎 - 夭死[2]
- 次男 : 重長 - 福山藩儒、藩校誠之館教授、誠之館中学校（現広島県立福山誠之館高等学校）教諭。[2]
- 三男 : 久質 - 福山藩士・手嶋七兵衛の養子となる（手嶋久質）。誠之館教授、能書家。[2]
- 四男 : 重棟 - 分家独立。福山藩士。[2]
- 五男 : 晋賢 - 菅惟縄の養子となる（菅晋賢）。廉塾塾主。[2]
- 六男 : 新六 - 分家独立。私立門田高等女学校（現福山市立福山中・高等学校）創設者。[2]